# Project Blue Book
Pentru o teorie a conspirației vezi Proiectul Blue Beam
Proiectul Cartea Albastră (engleză Project Blue Book) a fost unul dintre o serie de studii sistematice asupra obiectelor zburătoare neidentificate (OZN-uri), realizat de Forțele Aeriene Americane. A început în 1952 ca o renaștere a unor studii similare mai vechi (primele două de acest gen fiind Project Sign și Project Grudge). Un ordin de încetare al unui caz a fost dat în decembrie 1969 și toate activitățile sub auspiciile sale au încetat în ianuarie 1970.
Proiectul Cartea Albastră a avut două scopuri:
1. să determine dacă OZN-urile sunt o amenințare la adresa securității naționale a SUA, și
2. să analizeze științific datele legate de OZN-uri.

Mii de rapoarte de OZN-uri au fost colectate, analizate și îndosariate. Ca rezultat al Raportului Condon, care a concluzionat că nu este nimic neobișnuit în privința OZN-urilor, Proiectul Cartea Albastră a fost închis prin ordin în decembrie 1969 și Forțele Aeriene au continuă să furnizeze următorul rezumat al investigațiilor sale:
1. Niciun OZN reperat, investigat și evaluat de către Forțele Aeriene nu a prezentat o amenințare la adresa securității americane naționale.
2. Nu au existat dovezi aduse sau descoperite de către Forțele Aeriene despre relatările clasificate ca neidentificate care să indice dovezi ale unor tehnologii sau cunoștințe superioare cunoștințelor științifice moderne; și
3. Nu a existat nicio dovadă care să indice că observațiile clasificate drept neidentificate să fi fost vehicule extraterestre[1].

Până în momentul închiderii Proiectului Cartea Albastră s-au strâns 12.618 de cazuri OZN-uri și s-a concluzionat că cele mai multe dintre ele au fost identificări greșite ale fenomenelor naturale (nori, stele, etc. ) sau ale aeronavelor convenționale. Rapoartele OZN au fost arhivate și sunt disponibile în cadrul legislației care acordă libetatea de acces la documentele administrative, dar numele și alte informații cu caracter personal ale tuturor martorilor au fost schimbate. 